# Good Hope (Georgia)
Good Hope – miasto w Stanach Zjednoczonych, w stanie Georgia, w hrabstwie Walton.